# Kollhoff Tower
Kollhoff Tower är en 103 meter hög skyskrapa i centrala Berlin, belägen vid Potsdamer Platz och i stadsdelen Tiergarten. Skyskrapan innehåller kontor samt längst upp en skybar och en utsiktsplattform med panoramautsikt över Berlin i Panoramapunkt Potsdamer Platz som är öppen för allmänheten. Grannskyskrapan Bahntower är lika hög.

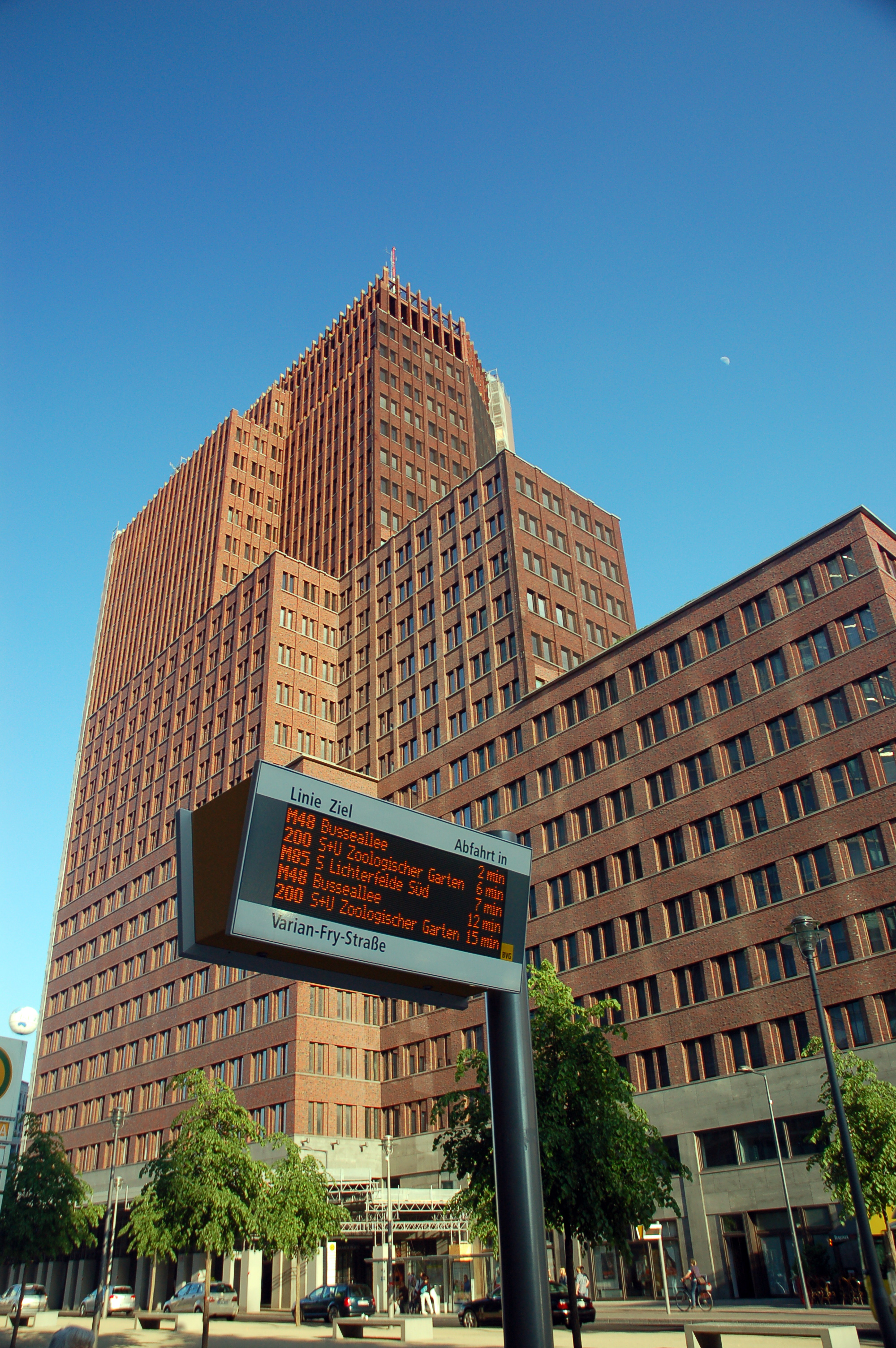
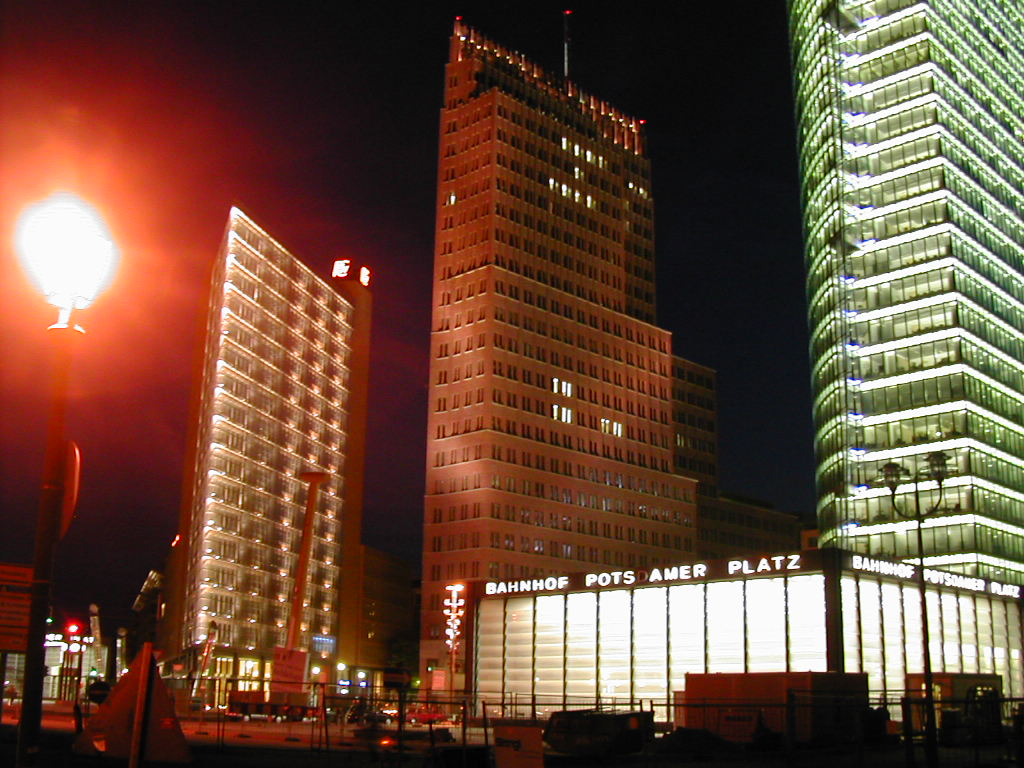